# Nikolái Timkov
Nikolái Efimóvich Timkov (Николай Ефимович Тимков, 12 de agosto de 1912, Rostov del Don — 25 de diciembre de 1993, San Petersburgo) fue un artista soviético, pintor, paisajista, miembro de la Unión de Artistas de Leningrado, uno de los más brillantes representantes de la Escuela de Pintura de Leningrado.

## Biografía
Timkov nació el 12 de agosto de 1912 en un suburbio de Rostov del Don. Sus padres eran campesinos Saratov que se trasladaron a Rostov del Don en 1892. En 1931 Timkov se graduó de la Escuela de Arte de Rostov del Don. Entre 1933 a 1939 estudió en el Instituto de Arte de Iliá Repin en Leningrado, con Michael Bernstein, Arkadi Rylov, Aleksandr Lubimov, Vladímir Serov, Isaak Brodsky.
Después de su graduación, fue llamado al servicio militar en la Flota del Báltico, hasta 1946. Durante la Gran Guerra Patria y el sitio de Leningrado estuvo entre los defensores de la ciudad. Creó una serie de obras gráficas (gouache, acuarela), que representa el bloqueo de Leningrado (actualmente en la colección del Museo Estatal Ruso de San Petersburgo). En 1943 Timkov es aceptado como miembro de la Unión de Artistas de Leningrado.
Más tarde Timkov trabajó en el género del paisaje, ganándose una reputación de maestro por excelencia de ese género. Entre 1940 a 1980 Timkov participó en importantes exposiciones de arte soviético en Moscú, Leningrado y otras ciudades soviéticas, así como en otros países. Exposiciones individuales de sus pinturas se celebraron en Leningrado (1947, 1975, 2003), Moscú (1982), San Francisco (1998, 2000, 2001), Aspen (1999), Nueva York (1999, 2001), Scottsdale (2000), Palm Beach (2000), Vail (2001), Washington (2001) y otras ciudades. 
En 1987, fue galardonado con el título honorífico de Artista Homenajeado de la Federación de Rusia.
Pintó "Pronto la cosecha" (1951), "Noche en el Don" (1954), [[:|"Pueblo de Vyra"]] (1956), "Noche en el Volga" (1957), "Primera nieve" (1961), [[:|"Mañana"]] (1963), [[:|"Día de verano"]], "La Marcha" (1965), "Primera nieve" (1967), [[:|"Torzhok"]] (1968), "Invierno Ruso" (1969), "De Mayo. Prunus flores" (1972), "Mañana de invierno" (1980), [[:|"Crimea"]] (1988), "Pereslavl" (1992) y muchos otros.
Nicolás Timkov murió el 25 de diciembre de 1993 en San Petersburgo a los ochenta y un años de edad. Sus obras se conservan en el Museo Ruso, la Galería Tretiakov, y otros museos y colecciones privadas en Rusia, Estados Unidos, Francia, Japón, Italia, Finlandia, Inglaterra, España, China y otros países.